# Еяси
Еяси (Няраса ) (Eyasi) е безотточно солено езеро в Северна Танзания, разположено в основата на южната част на платото на Националния парк Серенгети, в непосредствена близост до кратера на вулкана Нгоронгоро. Това е едно от няколкото езера, намиращи се на дъното на силно сеизмичната Източноафриканска рифтова долина. Езерото е много плитко, като средната му дълбочина е не повече от 1 м. Открито е през 1892 г. от австрийския топограф и етнограф Оскар Бауман.
Езерото има форма на леко извит правоъгълник с дължина около 50 км, а през дъждовните периоди дължината достига до 80 км. Ориентирано е от североизток на югозапад, разположено е на около 1040 м. надморска височина и заема площ от около 1050 км2. Югозападният му бряг е сравнително по-силно разчленен и по-плитък заради наслоени утаечни пластове. Североизточният е сравнително скалист и опира в склоновете на Нгоронгоро.

## Води
Характерни са значителни сезонни колебания на водното ниво, като в отделни години през сухия сезон езерото може изцяло да пресъхне. В годините когато влиянието на Ел Ниньо е по-силно, езерото може да излезе от бреговете си и тогава привлича хипопотамите от Серенгети. Главен приток на езерото е река Сибити (Sibiti), която се влива в него в югоизточния му край, а втори по големина приток е река Барай (Baray), вливаща се в североизточната му част. В началото на ХХІ век водите на тази река са по-пълноводни заради обезлесяването на районите, през които протича. Югозападната част на калдерата на вулкана се отводнява в северния край на езерото. Само малка част от водите на платото Серенгети се оттичат в Еяси, като най-големият приток от тях е река Саю (Sayu).
Водите на езерото съдържат висока концентрация на йони (алкалността му е по-висока от 60 meq/L), проводимостта му е 6000 – 160,000 µS и съдържа сериозно количество твърди минерални отлагания. Химическият анализ на езерните води показва, че те са със сходен състав с тези на изворите, захранващи по-големите водни площи в Източноафриканската рифтова долина. Водите му не съдържат никакъв въглероден диоксид, с който са наситени водите на някои от останалите езера в долината.

## Флора и фауна
Поляните и горите край бреговете на езерото са местообиталище за много диви животни и водоплаващи птици – леопарди, хипопотами, жирафи, носорози, слонове, различни видови маймуни, щъркели, пеликани, Най-разпространеният вид маймуни са бабуините. Тук са регистрирани 35% от популацията в Танзания на застрашеното от изчезване малко фламинго (Phoeniconaias minor). През дъждовния сезон в езерото може да се лови риба, но тя е в съвсем ограничено количество. Повече са сладководните видове, обитаващи притоците на Еяси.

## Население
Териториите около езерото са населени с няколко африкански племена. Племето датога обитава югоизточната част на долината Яеда и се занимава със земеделие, скотовъдство и занаятчийство. Ираку живеят в югозападна Яеда в район, изпъстрен с големи скални образувания. Хадзапите живеят на малки групи и се препитават основно от лов и събиране на ядливи корени и плодове. Масаите са полуномадско племе, най-многолюдното в района и най-добре изученото. Племето исанзу обитава южния район около езерото, а племето сукума – долното течение на река Сибити.

## Фосили
Край езерото Еяси през 1935 г. са открити останки от човешки череп, за предполагаемата възраст на които все още се водят спорове.
Карта на Google map
- Сателитна карта на езерото Еяси